# Гомер (Аляска)
Гомер (англ. Homer) — місто (англ. city) в США, в окрузі Кенай штату Аляска. Населення — 5522 особи (2020).

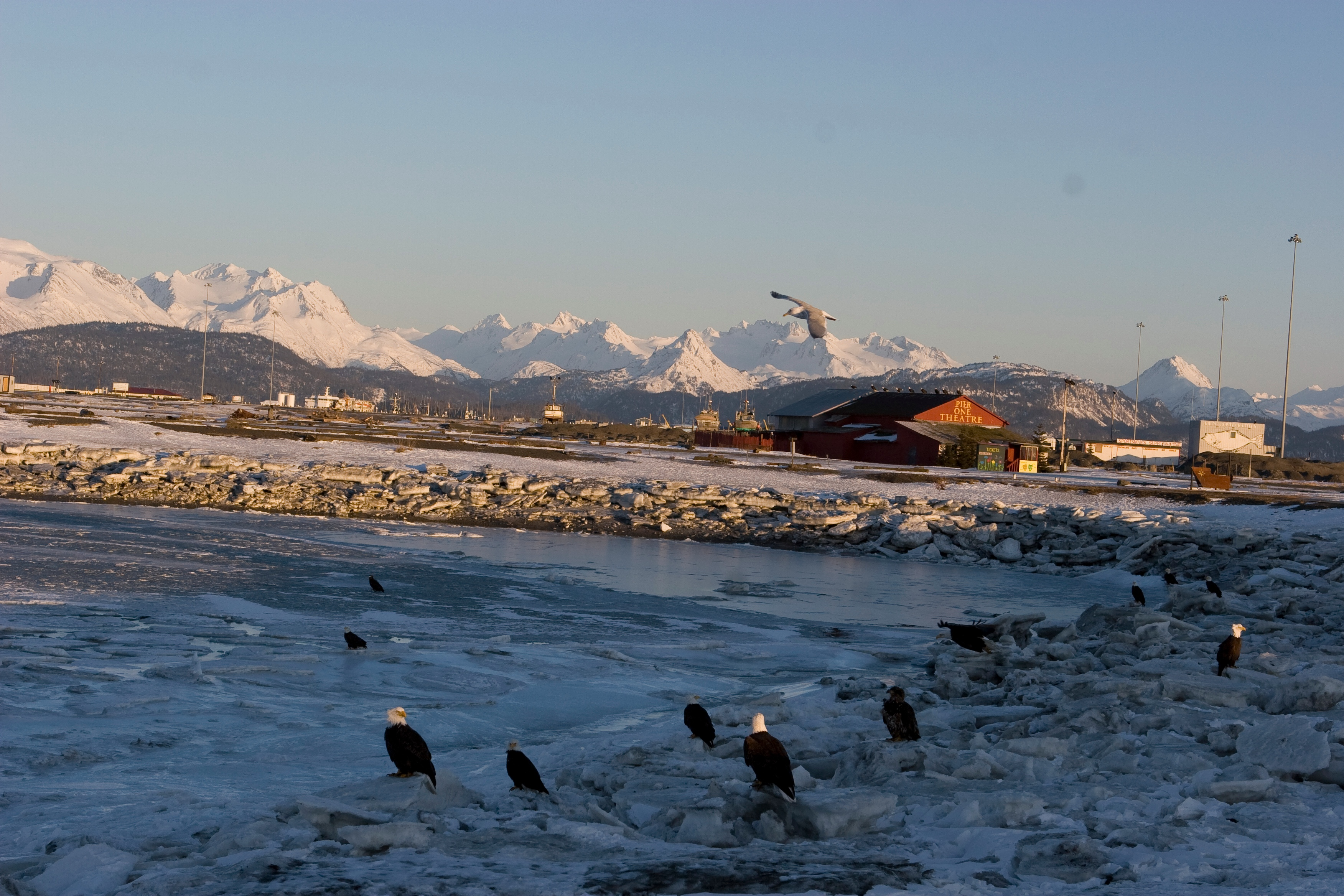

Населення міста становить 5114 особи (2014), з них 88 % білі, а 4,8 % — корінні американці, 1523 родин, з яких 31,6 % мають дітей у віці до 18 років, які проживають з ними. Середній вік становить 39 років. Гомер живе переважно за рахунок рибальства та туристів.

## Історія
Вугілля було знайдене в 1890-х роках. Села в околицях з'явилися раніше. Побудували місто, шахту та залізницю. Першу місцеву дорогу проклали 1951 року, завершивши період майже повної ізоляції містечка від навколишнього світу.
Гомер отримало своє ім'я на честь першопрохідника Гомера Пенокока, що висадився тут наприкінці XIX століття в пошуках золота.
З 1980 року в Гомері розташовується адміністрація Морського національного заповідника Аляски.

## Географія
Розташоване на південно-західній частині півострова Кенай. У міста починається вузька піщана коса, яка віддаляється у затоку Качемак. Коса має назву Homer Spit, протяжністю трохи більше 4 миль, гори Kenai Mountains захищають містечко з північного сходу від континентальних холодів.
Гомер розташований за координатами 59°38′24″ пн. ш. 151°30′40″ зх. д. / 59.64000° пн. ш. 151.51111° зх. д. (59.639985, -151.511234). За даними Бюро перепису населення США в 2010 році місто мало площу 69,43 км², з яких 35,81 км² — суходіл та 33,61 км² — водойми. В 2017 році площа становила 65,41 км², з яких 35,71 км² — суходіл та 29,70 км² — водойми.

### Клімат
Місто знаходиться у зоні, котра характеризується континентальним субарктичним кліматом. Найтепліший місяць — липень із середньою температурою 12.6 °C (54.6 °F). Найхолодніший місяць — січень, із середньою температурою -4 °С (24.8 °F).
| Клімат Гомера           | Клімат Гомера | Клімат Гомера | Клімат Гомера | Клімат Гомера | Клімат Гомера | Клімат Гомера | Клімат Гомера | Клімат Гомера | Клімат Гомера | Клімат Гомера | Клімат Гомера | Клімат Гомера | Клімат Гомера |
| Показник                | Січ.          | Лют.          | Бер.          | Квіт.         | Трав.         | Черв.         | Лип.          | Серп.         | Вер.          | Жовт.         | Лист.         | Груд.         | Рік           |
| Абсолютний максимум, °C | 10,6          | 13,3          | 11,7          | 18,3          | 21,7          | 26,7          | 28,9          | 25,6          | 20,6          | 17,8          | 12,8          | 10,6          | 28,9          |
| Середній максимум, °C   | −0,7          | 0,4           | 2,6           | 6,7           | 11            | 14,3          | 16,2          | 16,1          | 12,8          | 7             | 1,9           | 0,6           | 7,4           |
| Середня температура, °C | −4            | −3,2          | −1,2          | 2,8           | 6,9           | 10,3          | 12,6          | 12,2          | 8,9           | 3,4           | −1,4          | −2,7          | 3,7           |
| Середній мінімум, °C    | −7,3          | −6,8          | −4,9          | −1,2          | 2,8           | 6,4           | 8,9           | 8,3           | 5,1           | −0,2          | −4,7          | −6,1          | 0,1           |
| Абсолютний мінімум, °C  | −31,1         | −28,3         | −29,4         | −22,8         | −14,4         | −1,7          | 1,1           | −0,6          | −6,7          | −16,7         | −21,7         | −26,7         | −31,1         |
| Норма опадів, мм        | 66            | 43.2          | 43.2          | 27.9          | 20.3          | 20.3          | 40.6          | 58.4          | 83.8          | 66            | 71.1          | 78.7          | 617.2         |
| Днів з опадами          | 14,9          | 11,5          | 10,7          | 9,9           | 9,3           | 9,4           | 11,9          | 13,8          | 15,9          | 14,3          | 13,8          | 15,8          | 151,2         |
| Днів з дощем            | 13            | 11            | 11            | 9             | 10            | 9             | 11            | 13            | 15            | 15            | 12            | 15            | 146           |
| Днів зі снігом          | 8             | 6,4           | 5,2           | 1,9           | 0,1           | 0             | 0             | 0             | 0             | 2,2           | 5,4           | 7,6           | 36,8          |
| ----------------------- | ------------- | ------------- | ------------- | ------------- | ------------- | ------------- | ------------- | ------------- | ------------- | ------------- | ------------- | ------------- | ------------- |
| Джерело: Weatherbase    |               |               |               |               |               |               |               |               |               |               |               |               |               |

## Демографія
Згідно з переписом 2010 року, у місті мешкали 5003 особи в 2235 домогосподарствах у складі 1296 родин. Густота населення становила 72 особи/км². Було 2692 помешкання (39/км²).
Расовий склад населення:
| - 89,3 % — білих - 4,1 % — корінних американців - 1,0 % — азіатів - 0,4 % — чорних або афроамериканців - 0,1 % — вихідців з тихоокеанських островів |

До двох чи більше рас належало 4,5 %. Частка іспаномовних становила 2,1 % від усіх жителів.
За віковим діапазоном населення розподілялося таким чином: 21,9 % — особи молодші 18 років, 63,6 % — особи у віці 18—64 років, 14,5 % — особи у віці 65 років та старші. Медіана віку мешканця становила 44,0 року. На 100 осіб жіночої статі у місті припадало 97,8 чоловіків; на 100 жінок у віці від 18 років та старших — 96,8 чоловіків також старших 18 років.
Середній дохід на одне домашнє господарство становив 74 523 долари США (медіана — 55 849), а середній дохід на одну сім'ю — 91 996 доларів (медіана — 75 000). Медіана доходів становила 52 439 доларів для чоловіків та 35 395 доларів для жінок. За межею бідності перебувало 12,6 % осіб, у тому числі 21,0 % дітей у віці до 18 років та 7,7 % осіб у віці 65 років та старших.
Цивільне працевлаштоване населення становило 2465 осіб. Основні галузі зайнятості: освіта, охорона здоров'я та соціальна допомога — 24,5 %, мистецтво, розваги та відпочинок — 13,5 %, роздрібна торгівля — 11,4 %, транспорт — 9,5 %.

## Відомі мешканці
- Джуел (н. 1974) — співачка, композитор, актриса, філармоністка та автор пісень.
- Емброуз Олсен (1985—2010) — фотомодель.